# Homoeomma pictum
Homoeomma pictum is een spinnensoort uit de familie van de vogelspinnen (Theraphosidae).
De wetenschappelijke naam van de soort werd in 1903 als Hapalopus pictus gepubliceerd door Reginald Innes Pocock.